# 1473 en santé et médecine
| Années de la santé et de la médecine : 1470 - 1471 - 1472 - 1473 - 1474 - 1475 - 1476    |
| Décennies de la santé et de la médecine : 1440 - 1450 - 1460 - 1470 - 1480 - 1490 - 1500 |

Cet article présente les faits marquants de l'année 1473 en santé et médecine.

## Événements
- Bâti en 1350, le plus ancien hôpital de Seurre, en Bourgogne, est détruit dans l'incendie allumé par les Suisses en guerre contre Charles le Téméraire[1].
- Le roi Louis XI accorde des statuts à la faculté de médecine de Bordeaux, créée en 1441 à la fondation de l'université, et il la dote d'une seconde chaire[2].

## Publications
- 7 décembre : Barthélemy Metlinger (en) († 1491) publie le Kinderbüchlein (Petit livre des enfants), premier ouvrage de pédiatrie paru en allemand[3].
- Première édition, à Turin, du Tractatus de epidemia et peste de Velasco de Tarente (pt) († ap. 1426), écrit vers 1401 pour ses protecteurs, les comtes de Foix[4].
- Première édition des Synonyma medicinae sive Clavis sanationis de Simon de Gênes (XIIIe siècle), lexique des termes de médecine et de botanique[5].
- Ulrich Ellenbog (de) (c. 1435-1499), chirurgien à la cour du Tyrol, fait paraître son  traité « sur les vapeurs et les fumées toxiques » (Von den giftigen besen Tempffen und Reuchen), destiné aux forgerons d'Augsbourg et premier ouvrage connu de « médecine du travail[6] ».

## Personnalité
- 1473-1485 : floruit Saadia Adani, à Damas et Safed, rabbin, médecin et philosophe yéménite, auteur de nombreux ouvrages dont certains de médecine, desquels il ne reste que des fragments[7].

## Naissances
- 19 février : Nicolas Copernic (mort en 1543), clerc, médecin et astronome polonais[8].
- 23 juillet : Joseph Grünpeck (mort après 1532)[9], humaniste allemand, auteur d'ouvrages traitant de médecine, dont deux sur la syphilis (1496 et 1503[10]).
- Sans date précise :
  - Francisco López de Villalobos (mort vers 1549), Juif castillan, converti au catholicisme, médecin à la cour du duc d'Albe, de Ferdinand le Catholique et de Charles Quint[11].

## Décès
- Sigismond Polcastro (en) (né en 1384), professeur de médecine et de philosophie à Padoue[12].